# Benton City (Missouri)
Pour les articles homonymes, voir Benton.
Benton City est un village du comté d'Audrain dans le Missouri.
Il a été fondé en 1881 et son nom est relatif à Thomas Hart Benton.
Sa population était de 104 habitants en 2010.